# Tadeusz Wackier
Tadeusz Wackier (ur. 25 listopada 1929 w Warszawie, zm. 5 maja 2013 tamże) – polski artysta fotograf. Członek rzeczywisty Okręgu Warszawskiego Związku Polskich Artystów Fotografików. Fotograf Polskiej Agencji Fotografów Forum.

## Życiorys
Tadeusz Wackier związany z warszawskim środowiskiem fotograficznym, fotografował od wielu lat – mieszkał i pracował w Warszawie. Miejsce szczególne w jego twórczości zajmowała fotografia krajobrazowa, fotografia mody, fotografia pejzażowa, fotografia portretowa, fotografia reklamowa oraz fotografia reportażowa – w dużej części wykonywana w trudnych warunkach oświetleniowych. Wiele czasu poświęcił na fotografowanie Warszawy oraz fotografowanie jej mieszkańców, czego pokłosiem był projekt fotograficzny Portret Rodzinny Warszawiaków – fotografie wykonane w ramach projektu były zaprezentowane  na Zamku Królewskim w Warszawie, w 2001 roku. 

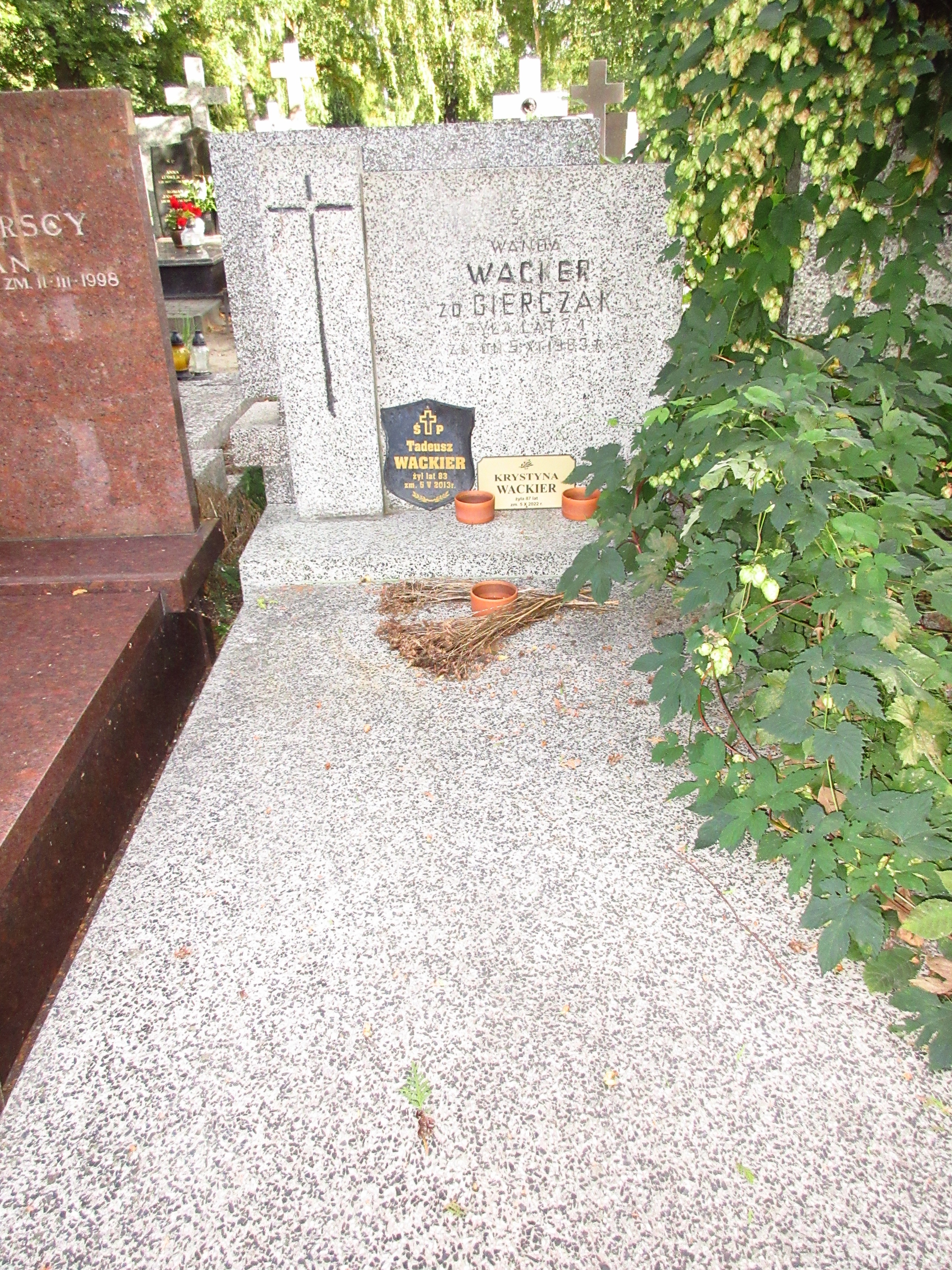
Grób Tadeusza Wackiera na Cmentarzu Bródnowskim.

Tadeusz Wackier jest autorem i współautorem wielu wystaw fotograficznych; indywidualnych, zbiorowych, poplenerowych oraz pokonkursowych. Brał aktywny udział w Międzynarodowych Salonach Fotograficznych, zdobywając wiele akceptacji, nagród, wyróżnień, dyplomów, listów gratulacyjnych (m.in. w Word Press Photo). W 1970 roku został przyjęty w poczet członków Okręgu Warszawskiego Związku Polskich Artystów Fotografików (legitymacja nr 375), w którym przez wiele lat pełnił funkcje prezesa oraz członka Zarządu OW ZPAF. 
Tadeusz Wackier zmarł 5 maja 2013, pochowany 13 maja na Cmentarzu Bródnowskim w Warszawie (kwatera 55I-2-22].

## Odznaczenia
- Srebrny Krzyż Zasługi (1984);
- Odznaka „Zasłużony Pracownik Handlu Zagranicznego” (1984);
- Odznaka honorowa „Za Zasługi dla Warszawy” (1986);
- Odznaka „Zasłużony Działacz Kultury” (1990);

Źródło.

## Publikacje (albumy)
- Portret Rodzinny Warszawiaków (Warszawa 2001)[3];